# Danh sách nhân vật trong Cardcaptor Sakura
Đây là danh sách các nhân vật trong manga và anime Cardcaptor Sakura của nhóm manga CLAMP. Câu chuyện xoay quanh về cuộc truy bắt các thẻ bài Clow của cô bé Kinomoto Sakura và những mối quan hệ giữa cô với gia đình, bạn bè, các thẻ bài và cả người tạo ra chúng là Clow Reed.

## Các nhân vật chính

### Kinomoto Sakura
Lồng tiếng bởi: Tange Sakura (tiếng Nhật), Võ Huyền Chi (tiếng Việt)
Kinomoto Sakura (木之本 桜, きのもと さくら, bản Cardcaptors: Sakura Avalon, sinh ngày 1 tháng 4) là nhân vật chính của bộ truyện. Sakura là một cô bé 10 tuổi, học tại trường tiểu học Tomoeda. Sakura rất dễ thương với đôi mắt to trong sáng, đôi môi nhỏ chúm chím, mái tóc ngắn ôm trọn gương mặt bầu bĩnh. Cô thích màu hồng, yêu hoa anh đào, thích ngủ nướng. Cô bé có một tâm hồn trong sáng, không thành kiến với cuộc sống, luôn yêu đời, vui vẻ, tốt bụng, năng động, rất giỏi thể thao, là thành viên đội cổ động của trường. Tuy vậy, cô nàng rất ghét Toán và sợ ma. Cái tên "Sakura" theo tiếng Nhật nghĩa là "hoa anh đào". Sakura có tình cảm với bạn thân của anh trai mình là Tsukishiro Yukito trong hầu hết thời gian của manga và anime. Nhưng sau này, khi tập cuối của Series được phát hành, Sakura đã nhận ra người cô thật sự yêu thương lại chính là Li Syaoran.
Sakura trở thành thủ lĩnh thẻ bài một cách rất tình cờ. Do vô tình giải phóng các thẻ bài Clow khỏi phong ấn mà cô bị Keroberos - Thần thú cai quản các thẻ bài - bắt phải đi thu phục chúng trở về, nếu không thì tai họa sẽ ập đến. Trong thời gian thu phục các thẻ bài, cô nhận được sự giúp đỡ của rất nhiều người như Keroberos, Daidouji Tomoyo, Li Syaoran, Li Meiling, Mizuki Kaho. Sau khi thu phục tất cả các thẻ bài, cô đã vượt qua được Sự Phán xét Cuối cùng do Yue - Người giám hộ những thẻ bài Clow - chủ trì và được công nhận là Chủ nhân mới của Bộ bài Clow. Ở phần hai của manga và anime, trước những chuyện kì lạ xảy ra ở thị trấn Tomoeda, Sakura đã chuyển hóa các thẻ bài Clow thành thẻ bài mang tên cô và đánh bại phép thuật của Eriol Hiiragizawa - hiện thân của Clow Reed - để giải cứu mọi người khỏi màn đêm vô tận.

### Keroberos
Lồng tiếng bởi: Hisakawa Aya (Kero nhỏ), Onosaka Masaya (Kero lớn) (tiếng Nhật), Phạm Huỳnh Đông (tiếng Việt)
Linh thú cai quản các thẻ bài Clow theo thuộc tính Hỏa và Thổ, với biểu tượng của cậu là Mặt Trời. Kero được Clow Reed-người tạo ra các thẻ bài Clow, giao nhiệm vụ đi tìm chủ nhân mới cho các thẻ bài khi ông mất. Ngụy trang trong hình dạng một con thú bông màu vàng với đôi cánh trắng, cậu đã giúp đỡ Sakura rất nhiều trong việc thu phục các thẻ bài cậu được coi như người có tâm hồn ăn uống nhất trong phim.

### Daidouji Tomoyo
Lồng tiếng bởi: Iwao Junko (tiếng Nhật), Cao Thụy Thanh Hồng (tiếng Việt)
Daidouji Tomoyo (大道寺 知世 Daidōji Tomoyo, Bản Cardcaptors: Madison Taylor, sinh ngày 3 tháng 9) là bạn thân và đồng thời là chị họ bên ngoại của Sakura. Tomoyo là con gái của Chủ tịch Công ty Đồ chơi Daidouji, Daidouji Sonomi. Cô dễ thương không kém Sakura với gương mặt bầu bĩnh, mái tóc đen buông xõa khỏe khoắn, đôi mắt to long lanh. Sống trong nhung lụa từ thuở tấm bé, có cả một đội ngũ vệ sĩ nữ đi cùng để bảo vệ và giúp đỡ bất cứ nơi đâu nhưng không vì thế mà cô trở nên kiêu căng, tự phụ. Trái lại, Tomoyo rất tình cảm, tốt bụng, rộng rãi với mọi người. Đối với Sakura, cô luôn dành cho bạn mình một tình yêu thầm kín qua sự quan tâm chăm sóc rất chu đáo của mình.Trong phần đầu của bộ truyện, cô để ý Toya vì Toya và Sakura có rất nhiều điểm rất giống nhau. Trong Sự Phán xét Cuối cùng, Sakura mơ thấy một thế giới mà mọi người không biết đến người quan trọng nhất đối với mình và trong đó, Tomoyo đối xử với cô rất bình thường, có thể nói là quá lãnh đạm.
Tomoyo là người đầu tiên biết Sakura là một thủ lĩnh thẻ bài và luôn giữ kín bí mật này. Cô cũng đảm nhận việc quay phim những cảnh chiến đấu của Sakura cùng việc chuẩn bị trang phục chiến đấu cho mỗi thước phim. Ngoài ra, cô cũng là một trong những người hỗ trợ đắc lực nhất cho Sakura bằng trí thông minh nhạy bén, khả năng quan sát tinh tế và lòng nhiệt tình không giới hạn với người bạn thân của mình. Cô đã từng đưa ra nhiều lời khuyên bổ ích cho Sakura, Li Shaoran, Li Meiling và nhiều nhân vật khác. Ngoài ra, Tomoyo còn là một trong những giọng ca xuất sắc của Trường tiểu học Tomoeda. Giọng hát của cô từng là mục tiêu của hai thẻ bài Song và Voice.Trong những tập cuối của Anime, cô tỏ ra khá là quan tâm đến Eriol. Nhiều người vì thế mà cho rằng cô có tình cảm đặc biệt với Eriol, nhưng sự thật theo CLAMP xác nhận, tình yêu của cô chỉ dành cho một mình Sakura (giống như mẹ của mình, có một tình cảm đặc biệt cho Nadeshiko, mẹ của Sakura).

### Li Syaoran
Lồng tiếng bởi: Kumai Motoko (tiếng Nhật), Nguyễn Thị Xuân Trang (tiếng Việt)
Li XiaoLang (李 小狼 Li Shaoran, Phiên âm Hán-Việt: Lý Tiểu Lang, sinh ngày 13/7, ý nghĩa của tên là "con sói nhỏ") là nhân vật chính của bộ truyện và là họ hàng xa của Clow Reed - người tạo ra các thẻ bài Clow. Là một thành viên trong gia tộc Li ở Hong Kong , gia tộc mà mẹ của Clow từng là thành viên, Li Syaoran tin rằng cậu chính là chủ nhân của các thẻ bài Clow chứ không phải là Kinomoto Sakura. Cậu xuất hiện lần đầu vào lúc 4 tháng sau kể từ ngày phong ấn bị phá bỏ và khi mới xuất hiện, cậu tỏ ra là một kẻ khó ưa, hay chê Sakura "vô dụng", "không xứng đáng là chủ nhân các thẻ bài", tranh giành quyền sở hữu các thẻ bài với Sakura. Ngoài ra, cậu có tình cảm với Tsukishiro Yukito - người mà Sakura thầm thương trộm nhớ - nên hai người này trở thành kì phùng địch thủ cả trong chuyện thu phục thẻ bài lẫn chuyện tình cảm trong suốt phần 1 của bộ phim và sau đó Li Syaoran không còn thích Yukito mà đổi sang Sakura (thủ lĩnh thẻ bài). Sang phần 2, mối quan hệ giữa cậu và Sakura đã dịu đi, thậm chí cậu còn hỗ trợ cho Sakura rất nhiều trong việc thu phục các thẻ bài. Đến phần 3, Sakura đã trở thành chủ nhân mới của bộ bài Clow, lớp có thêm một thành viên mới là Eriol Hiiragizawa, và bắt đầu có nhiều chuyện xảy ra ở thị trấn. Li Syaoran nảy sinh tình cảm với Sakura với chiều hướng ngày càng mãnh liệt, thậm chí cậu còn ghen với Eriol do cậu nghĩ Eriol thân thiết với Sakura "trên mức bình thường". Nhưng cậu vẫn không thể nói lên tình cảm của mình với người cậu yêu cho đến khi Sakura chiến thắng Eriol, cậu mới bộc lộ cảm xúc của mình. Điều này làm Sakura vô cùng bối rối. Nhưng rồi cậu phải về Hồng Kông khi mà chưa nhận được câu trả lời. Và đây là cảm hứng để cho các nhà sản xuất phim làm nên The Movie 2, trong đó có đoạn Sakura thú nhận về tình cảm của mình với Syaoran mặc dù trong truyện là Sakura đã thổ lộ tình cảm trước khi Syaoran về Hồng Kông. Còn trong manga tập cuối, Li Syaoran đã trở về Nhật và gặp lại Sakura vào trung học sau một năm dài.
Li Syaoran thật sự là một pháp sư giỏi với khả năng phép thuật thể hiện qua các câu thần chú cấp cao thông qua các lá bùa và thanh kiếm Jian của mình, cùng với kỹ năng võ thuật, kiếm thuật cao của mình. Trong anime, cậu cũng thu thập được một số thẻ bài cho riêng mình (nhưng trong truyện tranh thì hoàn toàn...trắng tay).

## Các nhân vật có liên quan

### Kinomoto Touya
Kinomoto Touya (木之本 桃矢 Kinomoto Tōya, Bản Cardcaptors: Tory Avalon, sinh ngày 29/2, tên anh hiểu theo nghĩa tiếng Nhật là "đào thỉ" (mũi tên bằng gỗ đào); tiếng Anh là "người chiến thắng" (từ chữ victor)) anh trai của Kinomoto Sakura. Mặc dù hay trêu chọc em gái nhưng Touya rất quan tâm tới cô và cố gắng bảo vệ cô. Anh biết Sakura là người thu phục thẻ bài, và anh thường nhận làm vài việc bán thời gian để có thể ở gần giúp đỡ Sakura khi cần. Lúc đầu anh không ưa gì Syaoran vì biết rằng ngày nào đó anh bạn này sẽ "giật mất" Sakura khỏi mình. Touya là người có năng lực ngoại cảm rất mạnh, anh có một số pháp thuật như khả năng nhìn thấy linh hồn người đã chết và khả năng cảm nhận sức mạnh phép thuật. Anh có người bạn thân là Tsukishiro Yukito, mặc dù anh biết đó chính là hiện thân tạm thời của Yue. Anh đã trao toàn bộ năng lượng của mình cho Yue để cứu cả Yue và Yukito. Suốt phần hai của phim, có thể thấy Touya rất yêu và quan tâm đến Yukito. Trong quá khứ, anh từng là bạn trai của Mizuki, cô giáo dạy toán của Sakura cũng là một người có phép thuật rất mạnh, có lẽ là do sự thu hút lẫn nhau về năng lực pháp thuật giữa hai người chứ không hẳn là tình cảm trai gái.
Lồng tiếng Nhật: Seki Tomokazu
Lồng tiếng Việt: Huỳnh Đông

### Tsukishiro Yukito
Tsukishiro Yukito (月城 雪兎 Tsukishiro Yukito, Tiếng Anh: Julian Star, sinh ngày 25/12, "Mặt trăng - màu trắng và tuyết" là ý nghĩa tên anh) bạn thân nhất của Touya - anh trai của Sakura. Anh chính là hiện thân tạm thời của Yue - một trong hai người canh gác thẻ bài Clow. Anh là người tốt bụng và hiền lành. Trong phần đầu phim, Sakura có cảm tình với Yukito. Khi cô tỏ bày cảm xúc của mình thì anh nhẹ nhàng từ chối và thú nhận rằng mình yêu Toya (Chính Yue cũng đã cảm nhận được thứ tình cảm này tận sâu trong trái tim Yukito). Phần lớn thời gian của phim, Yukito không biết về sự tồn tại của Yue mặc dù anh luôn cảm thấy thèm ăn (ăn là một cách để Yue thu thập năng lượng). Khi Sakura thu thập được tất cả các thẻ bài thì nhu cầu năng lượng của Yue đã tăng đến mức mà Yukito không thể đáp ứng nổi. Yukito bắt đầu ăn nhiều hơn và ngủ bất kì nơi đâu, ngay cả khi đang đứng. Sau khi Touya truyền năng lượng cho Yukito, anh bắt đầu cảm nhận thấy sự hiện diện của Yue. Eriol cho Yue biết rằng Eriol (và Clow) biết chắc Sakura sẽ trở thành thủ lĩnh thẻ bài tương lai.
Lồng tiếng Nhật: Ogata Megumi
Lồng tiếng Việt: Anh Tuấn

### Yue
Yue (月 bính âm Hán ngữ: Yue, tức "Mặt trăng") là một người gác thẻ bài có quyền năng rất mạnh. Anh chàng Tsukishiro Yukito đẹp trai chính là hiện thân tạm thời của Yue, dù rằng Yukito từng không biết điều đó. Không giống như Ceberus, quyền năng của Yue dựa rất nhiều vào năng lượng của chủ nhân. Năng lượng của Sakura thì lại chưa đủ mạnh để duy trì Yue. Về sau, anh trai Touya của Sakura nói cho Yue biết rằng Yukito không phải con người. Touya truyền cho Yue năng lượng của anh để giúp anh tồn tại.
Mặc dù không phải con người nhưng Yue có bề ngoài là một thanh niên tóc dài màu trắng, mắt màu tím giống mắt mèo và có đôi cánh trắng. Yue nghiêm túc và không thích những chuyện phiền toái, anh xa rời mọi người hoàn toàn trái ngược với Yukito.

### Li Meiling
Li Meiling (李苺鈴 Ri Meirin,  Phiên âm Hán-Việt: Lý Môi Linh, sinh ngày 25 tháng 3) là một nhân vật chỉ xuất hiện từ tập 20 trong phiên bản hoạt hình của bộ truyện Cardcaptor Sakura. Cô là em họ của Li Syaoran và đã hứa hôn.Lúc nhỏ khi còn sống tại Hồng Kông, cả hai người đều được huấn luyện võ thuật với sư phụ Wang Wei. Một đêm kia, con chim cảnh của cô sổ lồng. Khi ấy Syaoran đã trấn an cô đừng khóc rồi không quản mưa gió mà tìm con chim về cho Meiling. Điều này làm cô biết ơn và cảm động, và từ ngày đó cô nguyện dâng hiến cuộc đời cho anh. Cô tuyên bố rằng cô thích Syaoran hơn tất thảy những người khác, tự suy luận rằng anh cũng thích cô, và cô tuyên bố họ đã đính hôn. Đồng thời, cô hứa rằng nếu anh tìm được ai đó khiến anh yêu thích người đó hơn cô thì anh hãy cho cô biết và cô sẽ hủy hôn.
Khi đến Tokyo, Meiling có ý định giúp Syaoran thu thập thẻ bài và tỏ ra không ưa Sakura. Trong những tập về sau, Meiling dần thấy tôn trọng Sakura và trở thành bạn của cô trong tập 43. Ngay từ chuyến thăm đầu tiên thì Meiling đã dường như nhận thấy Syaoran đã yêu Sakura, nhưng phải đến tập 60 thì cô mới công nhận Sakura chính là người mà Syaoran yêu. Do muốn giữ lời hứa với Meiling nên Syaoran định nói cho cô biết rằng anh đã yêu Sakura, nhưng Meiling ngăn lại và nói rằng cô đã biết chuyện. Cô hủy hôn với Syaoran và nhanh chóng bỏ đi. Trong tập cuối, Meiling trở về nhà và không xuất hiện trong phim nữa. Cô tái xuất trong The Movie 2 cùng với Syaoran.
Tính cô bé ngang bướng, nhõng nhẽo, hay quấy rối nhưng rất đáng yêu. Trong anime, tạo hình của cô khá tinh nghịch và xinh đẹp chẳng kém những nhân vật nữ khác. Tuy nhiên cũng không ít người ghét cô vì có hơi xích mích với Sakura và bị coi là kẻ phá đám cặp đôi giữa mình và Li Syaoran.
Không giống Syraoran, Meiling không có quyền phép gì cả mà chỉ dựa vào khả năng chiến đấu bằng chính sức lực của mình. Do vậy cô không giúp được gì nhiều cho Syaoran trong các trận chiến với thẻ bài CLOW.
Lồng tiếng Nhật: Nogami Yukana
Lồng tiếng Việt: Minh Chuyên

## Nhân vật liên quan đến bài Clow khác

### Ruby Moon
Ruby Moon (ルビー・ムーン Rubī Mūn, có nghĩa là "viên đá của mặt trăng") là một cận thần trung thành của Hiiragizawa Eriol. Khi Eriol chuyển tới Trường Tiểu học Tomoeda thì Ruby Moon hoá thân thành Akizuki Nakuru (秋月 奈久留 Akizuki Nakuru) và nhập học Trường Cấp ba Seijou, vào học chung lớp với Kinomoto Touya (anh trai của Sakura) và Tsukishiro Yukito (hóa thân của Yue nhưng không biết bản chất thật của mình). Cô ta luôn phá ngang mỗi khi Touya cố gắng trò chuyện với Yukito về quyền năng của anh. Cô chỉ từ bỏ nỗ lực của mình khi Touya truyền hết năng lượng để duy trì sự sống cho Yue. Trong trận chiến cuối cùng, Ruby Moon đấu với Yue và có vẻ giành được thắng lợi vào lúc ban đầu. Tuy nhiên, sau đó Yue đã chiến thắng cô.
Lồng tiếng Việt: Minh Chuyên

### Kinomoto Fujitaka
Là ba của Sakura, 1 giáo sư về Khảo cổ học. Ông sinh ngày 3/1, tên ông có nghĩa là "dây thường xuân". Ông rất giỏi trong mọi việc (nhất là nhớ tên và mặt người khác) và hầu như không có điểm yếu. Ông cũng rất hiền lành và tốt bụng mặc dù nhà của vợ ông – Nadeshiko, mẹ Tomoyo là Sonomi và ông ngoại của Sakura rất ghét ông vì nghĩ ông kết hôn với Nadeshiko quá sớm làm bà ấy chết lúc còn quá trẻ. Ông là người mà Sakura yêu quý nhất nhà.Trong manga, Fujitaka còn được coi là hiện thân thứ hai của Clow Reed, một nửa còn lại kiếp sau của ngài pháp sư. Tuy nhiên ông không hề có ký ức của Clow Reed nhưng vẫn mang sức mạnh ma thuật tương đương với Eriol.
Lồng tiếng Việt: Tất My Ly

### Clow Reed
Là người đã tạo ra các thẻ bài Clow và hai linh thú cai quản thẻ bài là Yue và Keroberos. Ông cũng là người đã quyết định trước được Sakura sẽ là chủ nhân mới của những thẻ bài thay ông nên đã phái Mizuki Kaho-người có quyền năng phép thuật hùng mạnh đến giúp đỡ Sakura trong việc thu phục các thẻ bài và việc phán xét. Eriol chính là hiện thân của ông trong tương lai sau này.
Lồng tiếng Việt: Bá Nghị

### Eriol Hiiragizawa
Hiện thân của Clow Reed. Và là chủ nhân của Ruby Moon và Spinel Sun (gần giống Yue). Eriol có tình cảm đặc biệt với cô Kaho Mizuki (manga). Cậu thân với Sakura đến mức Li Syaoran phải phát ghen. Ở lớp cậu dịu dàng và ân cần, giỏi nấu nướng nên các bạn đều quý cậu.
Lồng tiếng Việt: Quốc Tín

### Kinomoto Nadeshiko
Bà là vợ của Fujitaka và là mẹ của Sakura và Toya. Bà sinh ngày 20/5, tên bà có nghĩa là "hoa phù tử" (một loại cẩm chướng đơn). Không giống như chồng, bà ấy rất vụng về và rất kém trong khoảng nhớ tên và khuôn mặt người khác. Bà làm nghề người mẫu từ lúc tuổi vị thành niên đến khi qua đời. Năm 16 tuổi, bà gặp cha của Sakura khi đó đang là giáo sinh ở trường cấp ba của bà. Khi bà trèo cây để cứu một tổ chim thì vô tình bị ngã, may thay được Fujitaka đỡ lấy nên không bị thương. Ông nhận xét "Tôi cứ tưởng một thiên thần đã ngã xuống từ không trung". Sau khi nghe được những lời nói này, bà đã yêu ông. Không lâu sau đó, dù bị gia đình phản đối nhưng hai người vẫn cưới nhau dù bà kém ông đến 9 tuổi. Bà qua đời vì bệnh tật năm 27 tuổi, khi Sakura mới lên 3. Fujitaka vẫn giữ hình bà trong phòng sinh hoạt gia đình và Sakura luôn chào bà vào mỗi buổi sáng. Thỉnh thoảng bà hiện về như một linh hồn và chỉ có Touya và Eriol mới nhìn thấy được. Bà thường hiện thân khi Sakura gặp nạn và cứu Sakura như lúc Sakura bị ốm,...

### Daidouji Sonomi
Bà là mẹ của Daidouji Tomoyo. Bà là chị em họ của Nadeshiko, bà là người đầu tiên phản đối cuộc hôn nhân giữa Fujitaka và Nadeshiko vì ngay từ nhỏ bà đã không để cho ai tán tỉnh Nadeshiko, đồng thời là chị em họ. Mặc dù rất ghét Fujitaka nhưng bà rất thương Sakura,ngay từ lần đầu gặp Sakura ở ngày hội thể thao bà đã cảm thấy Sakura rất giống với đứa em họ vụng về tên Nadeshiko.
Lồng tiếng Việt: Kiều Oanh

### Yoshiyuki Terada
Là thầy giáo dạy lớp 4 của Sakura. Điểm đặc biệt là thầy có một mối quan hệ đặc biệt với Rika. Và cô rất ngưỡng mộ thầy. Trong tập 29 Rika đã làm một chiếc bánh ngọt tặng cho thầy Terada.

### Mihara Chiharu
Cô sinh ngày 28 tháng 5
Cô là một người bạn của Sakura. Cô thường xuất hiện cùng Sakura ở trường và trong các sự kiện học đường. Cô cũng là thành viên đội cổ vũ như Sakura. Một điểm nổi bật về Chiharu là mối quan hệ giữa cô và anh bạn từ thời mẫu giáo Yamazaki Takashi. Cô không bao giờ bị lừa bởi những câu chuyện của anh ta và thường khiến anh ta im lặng bằng cách nắm cổ anh này một cách rất tức cười, dù rằng chẳng mấy khi ngăn được anh ta nói tiếp. Mặc dù vậy, cô và Takashi có mối quan hệ rất gắn bó.

### Yanagisawa Naoko
Cô sinh ngày 23 tháng 9
Cô là bạn cùng lớp của Sakura và thường xuất hiện trong các sự kiện ở trường cùng với hai người bạn khác của Sakura là Chiharu và Rika. Tuy không giỏi thể dục dụng cụ nhưng cô vẫn là thành viên của đội cổ vũ cùng với Sakura.
Naoko thích đọc nhiều loại truyện, đặc biệt là truyện tưởng tượng và truyện ma. Trong khi Sakura tỏ ra cực kì sợ hãi khi phải đối mặt với các tình huống đáng sợ thì Naoko lại tỏ ra thích thú và dũng cảm khám phá chúng.

### Sasaki Rika
Cô sinh ngày 24 tháng 6
Cô bạn cùng lớp với Sakura và thường xuất hiện trong các sự kiện làm bánh ở trường cùng với 2 người bạn thân là Naoko va Chiharu. Cô rất ngưỡng mộ và có tình cảm với thầy Terada. Trong tập 9, cô là mục tiêu của thẻ bài Sword, cô bị thẻ bài Sword khống chế lấy đi ý thức và điều khiển nhằm tấn công Sakura nhưng Sakura đã kịp thời nhanh trí giải thoát cho cô bằng cách sử dụng thẻ bài Illusion để tạo ra ảo ảnh về thầy Terada nhằm giúp cô thức tỉnh, nhân cơ hội Sakura xông tới giúp cô thoát khỏi sự điều khiển của Sword và nhanh chóng thu phục nó. Rika là một cô bé hiền hậu dễ thương, thùy mị, đằm thắm nết na và có tấm lòng bao dung ôn hòa nhu mì, luôn yêu thương và biết quan tâm đến mọi người mọi thứ xung quanh không khác gì Tomoyo, cô cũng rất thông minh giỏi giang và rất có tài trong việc nấu nướng, đặc biệt là làm bánh. Trong tập 29 cô đã làm bánh tặng thầy Terada